# Lumbrineris acutifrons
Lumbrineris acutifrons är en ringmaskart som beskrevs av McIntosh 1903. Lumbrineris acutifrons ingår i släktet Lumbrineris och familjen Lumbrineridae. Inga underarter finns listade i Catalogue of Life.